# Hede tingslag
Hede tingslag var ett tingslag i Jämtlands län i Härjedalens västra del. År 1928 hade tingslaget 5 763 invånare på en yta av 6 988 km². Tingslagets tingsställe var Hede kyrkby.
Tingslaget bildades 1671 och upphörde den 1 januari 1948 (enligt beslut den 10 juli 1947) då tingslaget slogs ihop med Svegs tingslag för att bilda Svegs och Hede tingslag.
Tingslaget ingick till 1812 i Jämtlands domsaga, mellan 1812 och 1879 Södra Jämtlands domsaga och från den 1 januari 1879 till Härjedalens domsaga.

## Socknar i tingslaget
- Hede socken
- Storsjö socken
- Tännäs socken
- Vemdalens socken